# Umowa o zachowaniu poufności
Umowa o zachowaniu poufności, umowa o poufności – umowa, w której strony zobowiązują się do wymiany poufnych materiałów lub wiedzy z zastrzeżeniem ich dalszego nierozpowszechniania. Często bywa ona częścią innej umowy i wówczas zwana jest klauzulą poufności. Może być wzajemna (obie strony są zobowiązane do utrzymania tajemnicy) lub jednostronna (tylko jedna strona umowy jest zobowiązana).
Umowy takie nie są stosowane, gdy:
- informacje były lub są publicznie dostępne
- otrzymane informacje były uprzednio znane wykonawcy informowanemu
- informacje były publikowane bez naruszenia umowy konsorcjum
- informacje zostały opracowane niezależnie przez pracowników wykonawcy informowanego, którzy nie mieli dostępu do informacji poufnych
- informacje nie zostały uznane za poufne
- udostępnienie informacji (np. danych osobowych) wymaga zgody ich właściciela.

Umowy o zachowaniu poufności są często zawierane między przedsiębiorstwami lub osobami prywatnymi, które – współpracując z sobą – muszą zrozumieć wykorzystywane u siebie procesy i rozwiązania dla dalszego rozwoju relacji biznesowych. 